# INAIL Tower
INAIL Tower (również Palazzo Inail, dawniej ALITALIA) – biurowiec w Rzymie, na terenie Esposizione Universale di Roma, przy Piazzale Giulio Pastore. 
Budynek wzniesiono w 1965 roku. Jest wysoki na 72 metry, ma 21 kondygnacji.

## Galeria

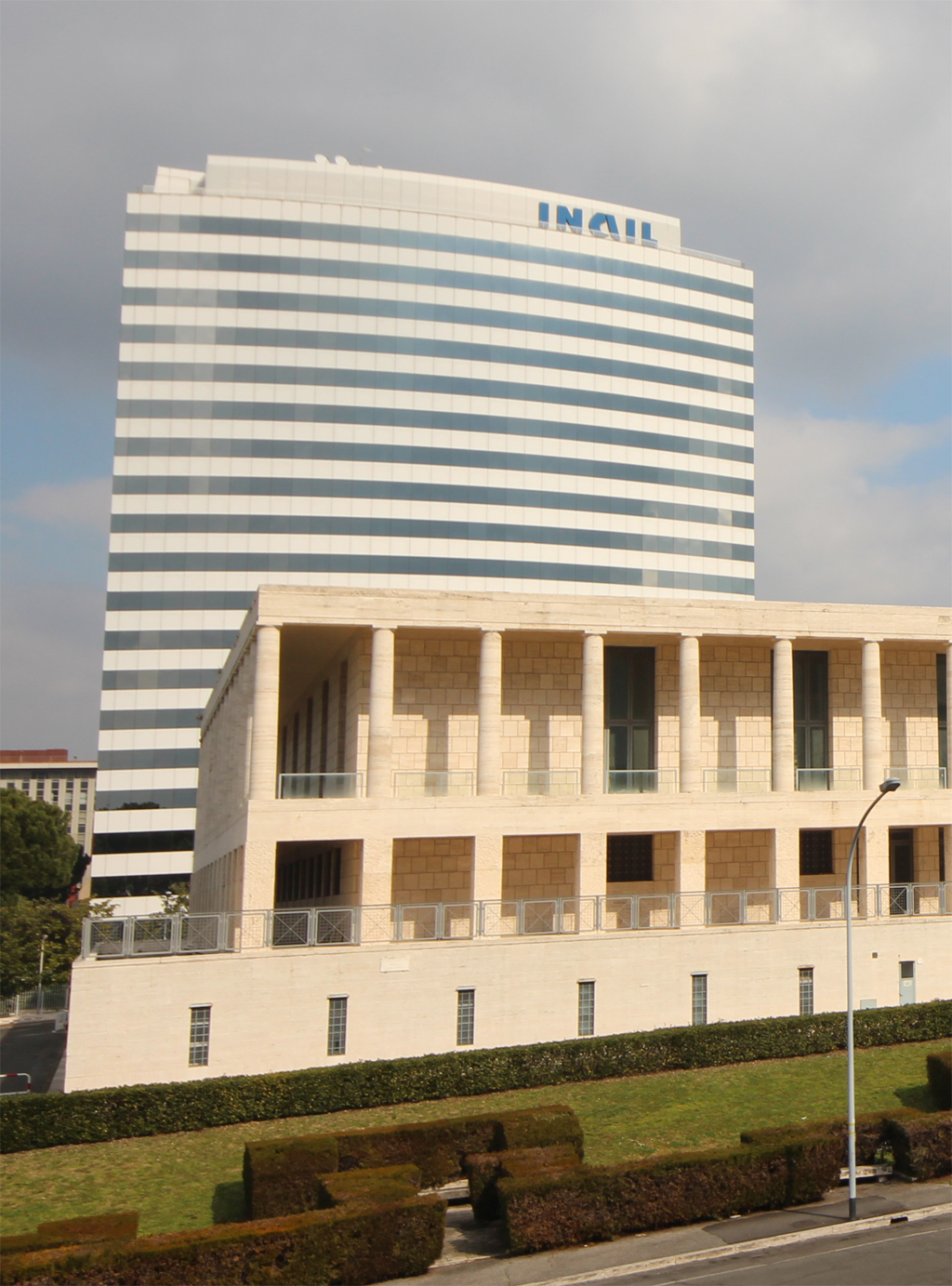
Widok z południowego zachodu
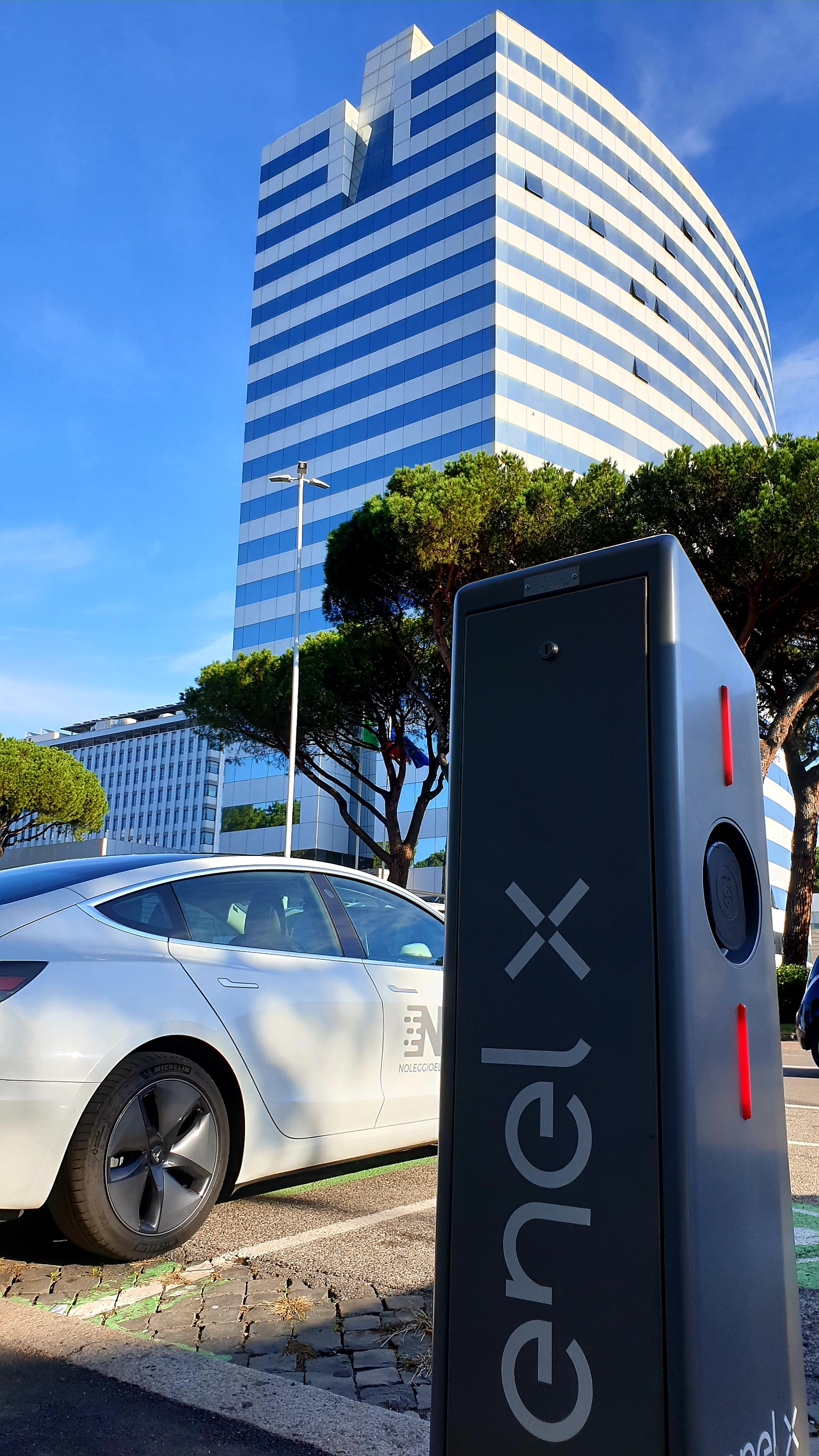
Widok z zachodu